# 佩迪塞拉
佩迪塞拉是巴西巴伊亚州的一个市镇。总面积558.438平方公里，总人口10966人，人口密度19.6人/平方公里。